# Rondo Charles’a de Gaulle’a

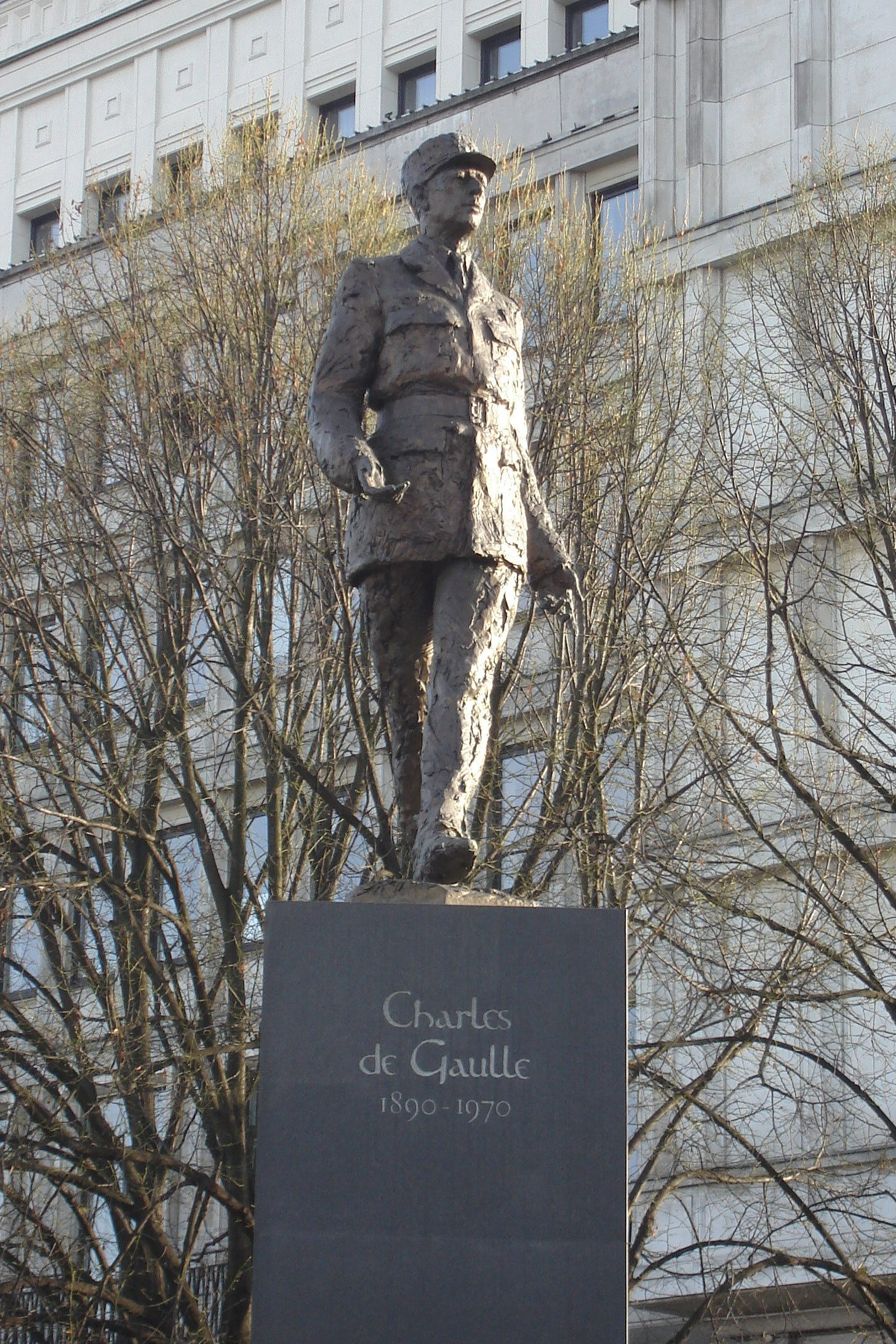
Die Statue von Charles de Gaulle vor dem ehemaligen Parteigebäude

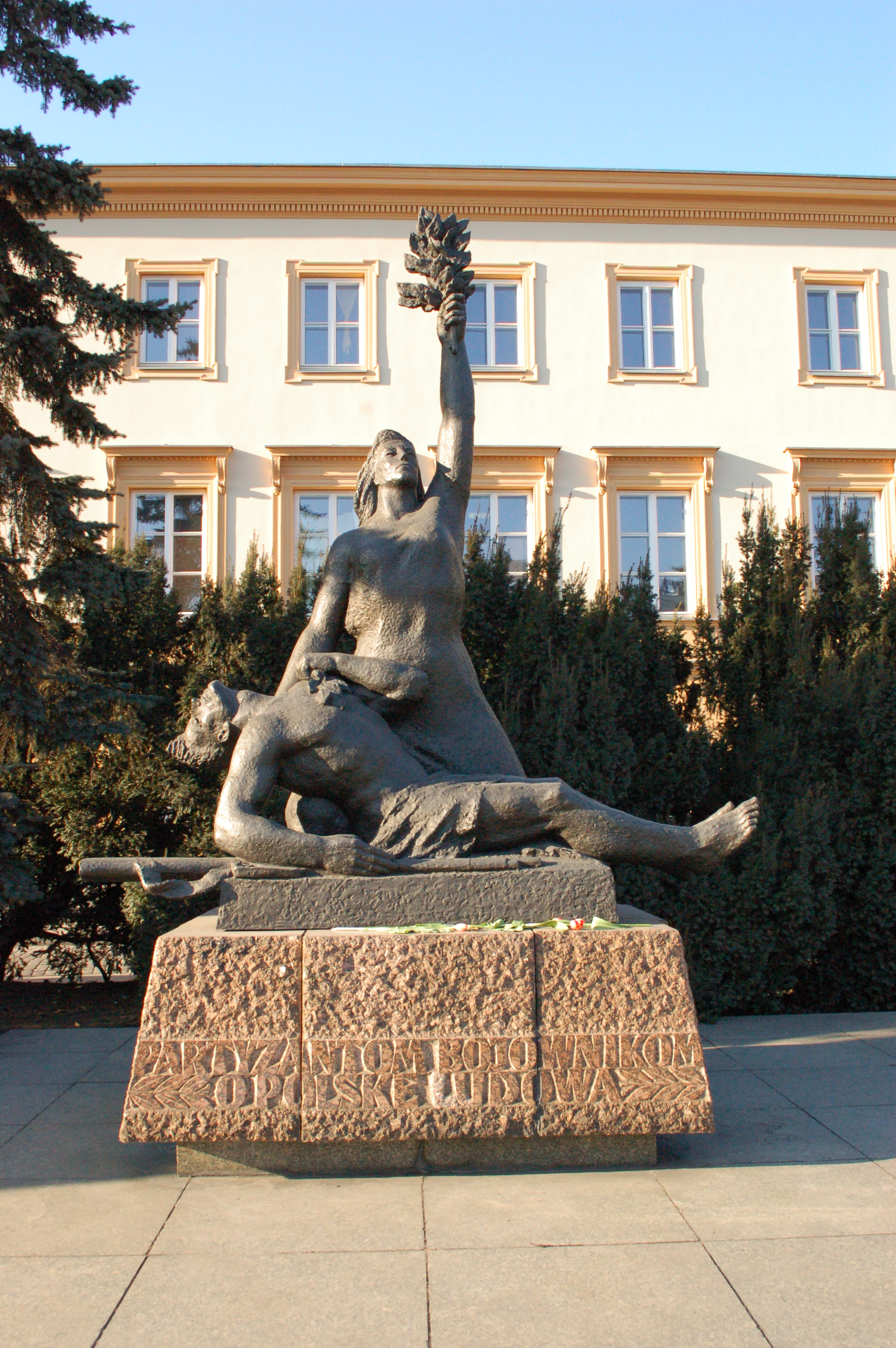
Das Partisanendenkmal an der Nordseite des Kreisels

Der Rondo Charles’a de Gaulle’a (deutsch: Kreisverkehr Charles de Gaulle) ist ein Verkehrskreisel im Zentrum Warschaus, der 1961 anstelle einer bis dahin hier bestehenden Straßenkreuzung angelegt wurde. Er wurde nach dem französischen Staatsmann Charles de Gaulle benannt.

## Lage
Der mit Ampeln versehene Kreisverkehr, der sich im Innenstadtdistrikt Warschaus befindet, regelt den Verkehr an der Kreuzung zweier wichtiger Verkehrsachsen der Stadt. Hier treffen sich die west-ostwärts verlaufende Aleje Jerozolimskie und die nord-südlich verlaufende Nowy Świat. Wegen der Einbindung in letzterer ist der Kreisel auch Bestandteil des Warschauer Königsweges. Die nach Osten laufende Aleje Jerozolimskie wird nach rund 500 Metern auf der Poniatowski-Brücke über die Weichsel weitergeführt. 20 Meter nördlich des Kreisverkehrs führt die Seitenstraße Ulica Smolna von der Nowy Świat nach Osten. In südlicher Richtung trifft die Nowy Świat nach etwa 200 Metern auf den Plac Trzech Krzyży.

## Gestaltung
Der Kreisverkehr ist als klassischer vierstrahliger Rundkreisel mit drei Spuren und einer im Durchmesser etwa 30 Meter großen und runden zentralen Insel ausgestaltet. Die auf der Aleje Jerozolimskie geführten Straßenbahnschienen laufen mittig durch den Kreisel. Bushaltestellen befinden sich in etwa 100 Meter Entfernung vom Kreisverkehr. Die Abfahrt zur Nowy Świat ist in Richtung Norden (zur Krakowskie Przedmieście) nur eingeschränkt (Busse, Taxis, Diplomaten) für den Kraftverkehr zugelassen. Auf der nördlichen Hälfte der Kreisinsel befindet sich eine künstliche Palme.

## Gebäude und Sehenswürdigkeiten
Am Kreisel stehen in Entfernungen von bis zu 40 Metern vier Gebäude. Ihre Adressen sind zum Teil der Nowy Świat, zum Teil der Aleje Jerozolimskie zugeordnet. Außerdem befinden sich zwei Denkmäler und eine Gedenktafel im Umfeld des Kreisverkehrs. Schließlich ist die Palme auf der Kreiselinsel erwähnenswert.
- Ulica Nowy Świat 6/12 – Bank- und Finanzzentrum (poln.: Centrum Bankowo-Finansowe), ehemals Sitz des Zentralkomitees der Polnischen Vereinigten Arbeiterpartei;
- Ulica Nowy Świat 15/17 – Empik-Kaufhaus. Bis zum Zweiten Weltkrieg befand sich hier das „Istomin“-Mietshaus (poln.: Kamienica Istomina). Es wurde nicht wiederaufgebaut. In dem an seiner Stelle im Stil des Sozialistischen Realismus errichteten Nachkriegsgebäude von Zygmunt Stępiński befindet sich das Medienkaufhaus Empik. Auf einer Gedenktafel am Gebäude wird an zwei Anschläge der Gwardia Ludowa[1] am 24. Oktober 1941 sowie am 11. Juli 1943 auf das für deutsche Soldaten reservierte Vergnügungslokal „Cafe Club“ an dieser Stelle erinnert;
- Ulica Nowy Świat 18/20 – Branicki-Palast, Ecklage zum Beginn der Ulica Smolna;
- Aleje Jerozolimskie 7 – Gebäude der staatlichen Landeswirtschaftsbank BGK (poln.: Bank Gospodarstwa Krajowego), in den Jahren von 1928 bis 1931 unter dem Architekten Rudolf Świerczyński anstelle des von 1762 bis 1770 erbauten Opaliński-Palastes errichtet;
- Denkmal des Partisanen (poln.: Pomnik Partyzanta, auch Pomnik Bojowników o Polskę Ludową und Pomnik Partyzanta Gwardii Ludowej genannt) – am 13. Mai 1962 aufgestellt. Der Granit-Sockel des Mahnmals wurde aus Trümmern des deutschen Tannenberg-Denkmals gefertigt. Das Projekt stammt von Wacław Kowalik, der Sockel von Stanisław Żaryn;
- Denkmal zu Ehren von Charles de Gaulle (poln.: Pomnik Charles'a de Gaulle'a) – das Denkmal von Jean Cardot[2] wurde am 14. Mai 2005 enthüllt, es erinnert an die Unterstützung de Gaulles nach dem Ersten Weltkrieg bei dem Wiederaufbau der polnischen Armee. Damals hatte de Gaulle in der Nähe des heutigen Kreisverkehrs gelebt. Es handelt sich um eine Kopie des Denkmals auf der Pariser Avenue des Champs-Élysées;
- Verkehrsinsel – eine künstliche Palme, die am 12. Dezember 2002 auf Initiative der Künstlerin Joanna Rajkowska errichtet wurde.[3] Das aus Kunststoffen und natürlichen Materialien hergestellte 15 Meter hohe Objekt wird durch ein Betonfundament gesichert.